# エゾチッチゼミ
エゾチッチゼミ Kosemia yezoensis は、カメムシ目（半翅目）・セミ科に分類されるセミの一種。名前の「蝦夷」（エゾ）のとおり、日本では北海道にのみ分布するセミである。
従来までの分類では属についてはCicadettaであったが、Lee(2008)により、Kosemiaに独立されている。

## 分布
日本（北海道、礼文島、利尻島）、ロシア（サハリン、南千島、ウスリー、沿海州）、朝鮮半島、中国（東北部）に分布する。コエゾゼミと同じく、サハリン方面から大昔の日本に移動してきたセミであり、純粋な北方系の昆虫である。日本においてこのような北方系のセミは、本種以外ではコエゾゼミのみである。
なお、このセミは日本で最も冬の寒さに強いセミといわれており、道東の標高の高い地点でも成虫が発生している。このような発生例は、基本的にコエゾゼミについては確認されていない。

## 形態
全長30-38mm、体長20-28mm、前翅開張58-66mmで、チッチゼミよりも大型になる。
光沢のない黒色の体の中胸背には1対の小さな黄褐色の斑紋がある。チッチゼミとは異なり、前翅のM脈とCuA脈は基部で癒合する。

## 生態
エゾマツ、ダケカンバ、ハルニレ、ナナカマド、ヤナギ類などのさまざまな樹木にみられる。出現期は8月上旬から9月中旬。早いテンポで「シシシ」または「シュシュシュ」と小さく鳴く。交尾はV字型で行われる。